# Koszykówka na Letnich Igrzyskach Olimpijskich 2024
Turnieje koszykówki na Letnich Igrzyskach Olimpijskich 2024 w Paryżu odbyły się w dniach 27 lipca – 11 sierpnia 2024. Zawody koszykarskie składały się z turniejów koszykówki kobiet i mężczyzn oraz turniejów koszykówki 3x3 kobiet i mężczyzn. Spotkania grupowe koszykówki 5x5 rozgrywane zostały na stadionie Stade Pierre-Mauroy niedaleko Lille, a mecze fazy pucharowej w hali Bercy Arena w Paryżu. Turniej w koszykówce 3x3 odbyły  się na Place de la Concorde.
W koszykówce wystąpiło 12 drużyn kobiecych i 12 męskich, a w koszykówce 3×3 8 drużyn kobiecych i 8 męskich.

## Uczestnicy

### Kobiety
Reprezentacja Francji automatycznie zakwalifikowała się do turnieju ze względu na bycie gospodarzem turnieju]. Podczas Mistrzostwa Świata 2022 kwalifikację zdobyła reprezentacja Stanów Zjednoczonych. O pozostałe dziesięć miejsc drużyny walczyły w czterech światowych turniejach kwalifikacyjnych, które odbyły się między 8 a 11 lutego 2024 w Xi’an, Antwerpii, Belém i Sopron.
| Zawody                           | Data                             | Miejsce   | Reprezentacja     |
| -------------------------------- | -------------------------------- | --------- | ----------------- |
| Gospodarz                        | –                                | –         | Francja           |
| Mistrzostwa Świata               | 22 września– 1 października 2022 | Sydney    | Stany Zjednoczone |
| Światowe turnieje kwalifikacyjne | 8–11 lutego 2024                 | Xi’an     | Chiny             |
| Światowe turnieje kwalifikacyjne | 8–11 lutego 2024                 | Xi’an     | Portoryko         |
| Światowe turnieje kwalifikacyjne | 8–11 lutego 2024                 | Antwerpia | Belgia            |
| Światowe turnieje kwalifikacyjne | 8–11 lutego 2024                 | Antwerpia | Nigeria           |
| Światowe turnieje kwalifikacyjne | 8–11 lutego 2024                 | Belém     | Australia         |
| Światowe turnieje kwalifikacyjne | 8–11 lutego 2024                 | Belém     | Niemcy            |
| Światowe turnieje kwalifikacyjne | 8–11 lutego 2024                 | Belém     | Serbia            |
| Światowe turnieje kwalifikacyjne | 8–11 lutego 2024                 | Sopron    | Japonia           |
| Światowe turnieje kwalifikacyjne | 8–11 lutego 2024                 | Sopron    | Hiszpania         |
| Światowe turnieje kwalifikacyjne | 8–11 lutego 2024                 | Sopron    | Kanada            |

### Mężczyźni
Reprezentacja Francji, jako gospodarz, uzyskała prawo gry w turnieju bez kwalifikacji. Siedem reprezentacji (po dwie z Europy i Ameryki oraz po jednej z pozostałych kontynentów) uzyskało kwalifikację do turnieju podczas Mistrzostw Świata 2023. Pozostałe cztery reprezentacje zostaną wyłonione w czterech olimpijskich turniejach kwalifikacyjnych, które zostaną rozegrane między 2 a 7 lipca 2024.
| Zawody                              | Zawody                              | Data                          | Miejsce                 | Reprezentacja            |
| ----------------------------------- | ----------------------------------- | ----------------------------- | ----------------------- | ------------------------ |
| Gospodarz                           | Gospodarz                           | –                             | –                       | Francja                  |
| Mistrzostwa Świata                  | Afryka                              | 25 sierpnia– 10 września 2023 | Manila Okinawa Dżakarta | Sudan Południowy         |
| Mistrzostwa Świata                  | Ameryka                             | 25 sierpnia– 10 września 2023 | Manila Okinawa Dżakarta | Kanada Stany Zjednoczone |
| Mistrzostwa Świata                  | Azja                                | 25 sierpnia– 10 września 2023 | Manila Okinawa Dżakarta | Japonia                  |
| Mistrzostwa Świata                  | Europa                              | 25 sierpnia– 10 września 2023 | Manila Okinawa Dżakarta | Serbia Niemcy            |
| Mistrzostwa Świata                  | Oceania                             | 25 sierpnia– 10 września 2023 | Manila Okinawa Dżakarta | Australia                |
| Olimpijskie turnieje kwalifikacyjne | Olimpijskie turnieje kwalifikacyjne | 2–7 lipca 2024                | Pireus                  | Grecja                   |
| Olimpijskie turnieje kwalifikacyjne | Olimpijskie turnieje kwalifikacyjne | 2–7 lipca 2024                | Ryga                    | Brazylia                 |
| Olimpijskie turnieje kwalifikacyjne | Olimpijskie turnieje kwalifikacyjne | 2–7 lipca 2024                | San Juan                | Portoryko                |
| Olimpijskie turnieje kwalifikacyjne | Olimpijskie turnieje kwalifikacyjne | 2–7 lipca 2024                | Walencja                | Hiszpania                |

### Kobiety 3×3
| Zawody                           | Data                | Miejsce    | Reprezentacja     |
| -------------------------------- | ------------------- | ---------- | ----------------- |
| Gospodarz                        | –                   | –          | Francja           |
| Ranking FIBA 3×3                 | 1 listopada 2023    | –          | Chiny             |
| Ranking FIBA 3×3                 | 1 listopada 2023    | –          | Stany Zjednoczone |
| Światowe turnieje kwalifikacyjne | 12–14 kwietnia 2024 | Hongkong   | Azerbejdżan       |
| Światowe turnieje kwalifikacyjne | 3–5 maja 2024       | Utsunomiya | Australia         |
| Światowe turnieje kwalifikacyjne | 16–19 maja 2024     | Debreczyn  | Niemcy            |
| Światowe turnieje kwalifikacyjne | 16–19 maja 2024     | Debreczyn  | Hiszpania         |
| Światowe turnieje kwalifikacyjne | 16–19 maja 2024     | Debreczyn  | Kanada            |

### Mężczyźni 3×3
| Zawody                           | Data                | Miejsce    | Reprezentacja     |
| -------------------------------- | ------------------- | ---------- | ----------------- |
| Gospodarz                        | –                   | –          | –                 |
| Ranking FIBA 3×3                 | 1 listopada 2023    | –          | Serbia            |
| Ranking FIBA 3×3                 | 1 listopada 2023    | –          | Stany Zjednoczone |
| Ranking FIBA 3×3                 | 1 listopada 2023    | –          | Chiny             |
| Światowe turnieje kwalifikacyjne | 12–14 kwietnia 2024 | Hongkong   | Łotwa             |
| Światowe turnieje kwalifikacyjne | 3–5 maja 2024       | Utsunomiya | Holandia          |
| Światowe turnieje kwalifikacyjne | 16–19 maja 2024     | Debreczyn  | Francja           |
| Światowe turnieje kwalifikacyjne | 16–19 maja 2024     | Debreczyn  | Litwa             |
| Światowe turnieje kwalifikacyjne | 16–19 maja 2024     | Debreczyn  | Polska            |

## Medaliści
| Konkurencja   | Złoto             | Srebro    | Brąz              |
| Mężczyźni     | Stany Zjednoczone | Francja   | Serbia            |
| Kobiety       | Stany Zjednoczone | Francja   | Australia         |
| Mężczyźni 3x3 | Holandia          | Francja   | Litwa             |
| Kobiety 3x3   | Niemcy            | Hiszpania | Stany Zjednoczone |

## Tabela medalowa
*   Gospodarz ( Francja)
| Miejsce | Reprezentacja     | Złoto | Srebro | Brąz | Razem |
| ------- | ----------------- | ----- | ------ | ---- | ----- |
| 1       | Stany Zjednoczone | 2     | 0      | 1    | 3     |
| 2       | Niemcy            | 1     | 0      | 0    | 1     |
| 2       | Holandia          | 1     | 0      | 0    | 1     |
| 4       | Francja*          | 0     | 3      | 0    | 3     |
| 5       | Hiszpania         | 0     | 1      | 0    | 1     |
| 6       | Litwa             | 0     | 0      | 1    | 1     |
| 6       | Serbia            | 0     | 0      | 1    | 1     |
| 6       | Australia         | 0     | 0      | 1    | 1     |
| Razem   | Razem             | 4     | 4      | 4    | 12    |